# Pesa Jazz
Pesa Jazz — серія низькопідлогових, зчленованих та багатовагонних трамваїв від Pesa SA, які виробляються з 2013 року.
На початок 2020-х трамваї обслуговують міста Гданськ та Варшава.

## Історія
Серія Pesa Jazz є спадкоємцем попередніх серій трамваїв.
Трамвай був розроблений для використання у Варшаві.
Порівнюючи Jazz зі своїм попередником, 120N, він має трохи меншу довжину, безвісні візки та більший запас енергії (дозволяє пересуватися близько 100 м без живлення).
21 березня 2013 року було підписано угоду, згідно з якою до Варшави було поставлено 45 трамваїв 128N.

Пізніше того ж року, 25 вересня, було підписано угоду, згідно з якою до Гданська було поставлено 5 трамваїв 128NG.

Пізніше Варшава підписала ще одну угоду, згідно з якою було поставлено ще 30 трамваїв.